# Ilka Štuhec
Ilka Štuhec, slovenska alpska smučarka, * 26. oktober 1990, Slovenj Gradec.
Ilka je vsestranska alpska smučarka, ki je sposobna nastopiti v vseh različnih disciplinah. Najboljša pa je v hitrih disciplinah, čeprav je dobra tudi v tehničnih. Na najvišji ravni tekmuje od leta 2007. Doma je v Mariboru, kjer je članica tamkajšnjega SK Branik Maribor. Njen osebni trener je Stefan Abplanalp, vodja njene osebne ekipe pa je Darja Črnko, prej njena serviserka. Leta 2017 je postala tretja slovenska svetovna prvakinja, za Matejo Svet in Tino Maze, za slednjo druga, ki je slavila v smuku. Leta 2019 je uspeh ponovila in z njim postala prva smukačica po 30 letih, ki je uspešno ubranila naslov prvakinje. Z novo opremo, smučmi Kaestle kot prerojena nastopa v sezoni 2022/2023. V Cortini je 20. januarja 2023 zasedla drugo mesto v smuku, dan kasneje pa je v istem kraju desetič v karieri zmagala v svetovnem pokalu.

## Športna kariera

### Začetki
Ilka Štuhec je na svetovnih mladinskih prvenstvih osvojila tri zlate medalje, leta 2007 v slalomu in kombinaciji, ter leta 2008 v smuku. V svetovnem pokalu je debitirala 17. marca 2007 na slalomu v Lenzerheidu, ko je odstopila.

### Svetovni pokal
8. marca 2008 je s 22. mestom prismučala na smuku v Crans Montani do svojih prvih točk.
Svoj najboljši rezultat je dosegla na superveleslalomu leta 2013 v Beever Creeku, ko je bila četrta. V sezonah 2008/09, 2009/10 in 2010/11 zaradi težav s poškodbami ni veliko tekmovala. 7. marca 2015 je bila na smuku v Garmischu peta.

### Olimpijske igre 2014
Štuhčeva je nastopila na olimpijskih igrah v Sočiju leta 2014 in v smuku zasedla 10. mesto, v superveleslalomu pa trinajsto.

### Svetovno prvenstvo 2013 in 2015
Na svetovnih prvenstvih je prvič nastopila leta 2013 v Schladmingu in v superveleslalomu osvojila 6. mesto medtem, ko je v kombinaciji odstopila, v smuka pa bila 19.
Leta 2015 v Vailu je nastopila v štirih disciplinah. Najboljša, sedma je bila v alpski kombinaciji.

### Senzacionalna sezona 2016/17
2. decembra 2016 je na prvem smuku sezone 2016/17 s štartno številko 29 presenetljivo zmagala pred vsemi v kanadskem Lake Louisu. Naslednjega dne je na istem prizorišču dosežek ponovila s ponovno zmago. S tem je postala devetnajsti slovenski alpski smučar ali smučarka, ki je zmagal v svetovnem pokalu in 32. ki je stopil na oder za zmagovalce. Zatem je presenetila še v Val d'Iseru, ko je dne 16. decembra dobila tekmo alpske kombinacije.
Poleg uspešnih nastopov v hitrih disciplinah se je nato dokazala tudi v tehničnih in se izkazala za vsestransko uspešno smučarko. Tako je začela osvajati točke tudi v veleslalomu, v prejšnjih sezonah ji je to uspeli le enkrat z 23. mestom, in dosedanji najboljši rezultat dosegla 7. januarja v Mariboru, ko je bila štirinajsta. Zatem je 8. januarja na slalomu za Zlato lisico z desetim mestom prvič uspela priti med deseterico tudi v tej disciplini. Tako ji je prvič v karieri uspelo v eni sezoni osvojiti točke v vseh disciplinah.
Zatem je 29. januarja slavila še na superveleslalomu v italijanski Cortini d'Ampezzo in s tem prvič zmagala tudi v tej disciplini. To je bila skupno njena peta zmaga.
Februarja 2017 je nastopila na svetovnem prvenstvu 2017 v švicarskem St. Moritzu. Tam ni začela najbolje, v superveleslalomu je zaradi napake bila uvrščena šele na 11. mesto, v kombinaciji pa je odstopila. Tako je bilo vse odvisno od smuka, kjer je 12. februarja bila pred vsemi in postala svetovna prvakinja.
Zatem je 25. februarja v švicarski Crans Montani dosegla svojo drugo zmago v superveleslalomu in postala prva Slovenka, ki je v tej disciplini slavila več kot enkrat. Dan zatem je s tretjim mestom na kombinacijski tekmi osvojila mali kristalni globus v tej disciplini, potem ko je bila na treh tekmah sezone po enkrat prva, druga in tretja. To je zanjo prvi osvojeni globus, dobila ga je s prednostjo dvajsetih točk pred drugouvrščeno Italijanko Federico Brignone.
15. marca je dosegla v ameriškemu Aspnu svojo sedmo zmago, četrto smukaško, ko je slavila na finalnem smuku sezone. To je bila skupno jubilejna 80. zmaga za slovensko alpsko smučanje, pomembna pa tudi zato ker ji je prinesla skupno smukaško lovoriko sezone, torej mali kristalni globus. Naslednji dan, 16. marca, je na finalnem superveleslalomu zasedla drugo mesto, toda zaostala za Tino Weirather in tako na koncu v seštevku zasedla skupno drugo mesto. Za Weiratherjevo je zaostala vsega skupaj zgolj 5 točk. Si pa je s tem zagotovila končno drugo mesto v skupnem seštevku cele sezone, kjer je zaostala le za Američanko Mikaelo Shiffrin.

### Poškodba in izguba olimpijske sezone
Šest dni pred začetkom sezone 2017/18 se je nesrečno poškodovala na slalomskemu treningu. Pri padcu si je strgala prednje križne vezi v levem kolenu in morala na operacijo. Operacijo kolena so ji opravili v Univerzitetni kliniki v švicarskemu Baslu ravno na 26. oktober 2017, torej na njen 27 rojstni dan. Operiral jo je že drugič prof. Niklaus Friederich, ki ji je pred leti operiral desno koleno. Posledično se je morala odpovedati nastopom v celi sezoni in njenemu vrhuncu, olimpijskim igram v Južni Koreji. Pomladi 2018 je začela s pripravami na naslednje tekmovalno obdobje in pri tem se ji je v ekipi pridružil nov serviser, Aleš Sopotnik, ki je pred tem skrbel za ameriško žensko reprezentanco v hitrih disciplinah.
Od tekmovanj v svetovnem pokalu je bila odsotna 20 mesecev.

### Sezona 2018-19: uspešna vrnitev in nato ponovna poškodba
30. novembra 2018 se je na uvodnem smuku sezone vrnila na tekmovanja. V kanadskem Lake Louisu, kjer je pred dvema letoma prvič stopila na najvišjo stopničko, je zasedla dobro šesto mesto, potem ko je bila na drsalnih delih proge med najhitrejšimi, zaostala pa na bolj zavitimi, tehnično zahtevnejšimi deli. V italijanski Val Gardeni je 18. decembra na tretjem smuku sezone dosegla svojo prvo zmago po vrnitvi, skupno peto smukaško, in z njo postala najuspešnejša slovenska smukačica v svetovnem pokalu. Pred tem je to mesto pripadalo Tini Maze, ki je dosegla štiri zmage. Poleg tega je s to svojo osmo zmago prehitela legendarno Matejo Svet, ki jih je v svoji karieri zbrala sedem. Naslednji dan je na istem prizorišču slavila še na superveleslalomski tekmi in s tem dosegla svojo deveto zmago, ki jo je na lestvici slovenskih zmagovalcev postavila pred še eno legendo, prehitela je Bojana Križaja, ki je pred njo samo še po številu skupnih uvrstitev na stopničke.

#### SP 2019: ponovno zlata smukačica
10. februarja je na smukaški tekmi svetovnega prvenstva v Areju na švedskem zmagala in drugič zapored postala smukaška svetovna prvakinja in osvojila zlato medaljo. S tem je prva Slovenka, ki je na dveh zaporednih prvenstvih v isti disciplini osvojila zlato.
Na smuku v Crans Montani dne 23. februarja je nesrečno padla in si ponovno poškodovala koleno. S tem je bilo zanjo sezone predčasno konec. Mesec dni kasneje je objavila, da se po štirih letih skupnega sodelovanja razhaja z trenerjem Gregorjem Koštomajem. Junija je objavila, da je poškodba sanirana in da je njen novi trener Stefan Abplanalp, smučarski strokovnjak iz Švice z dolgoletnimi izkušnjami, ki je med drugim treniral tudi Američanki Lindsey Vonn in Julia Mancuso.

## Svetovni pokal

### Skupni seštevek
| Globus                | Osvojeni globusi | Osvojeni globusi |
| Globus                | 2017             |                  |
| Skupni seštevek       | 2. mesto         |                  |
| Mali kristalni globus |                  |                  |
| Alpska kombinacija    |                  |                  |
| Smuk                  |                  |                  |

### Skupne uvrstitve po sezonah
| Sezona | Discipline | Discipline      | Discipline | Discipline | Discipline      | Discipline | Discipline  |
| Sezona | Starost    | Skupni seštevek | Slalom     | Veleslalom | Superveleslalom | Smuk       | Kombinacija |
| 2008   | 17         | 89.             | —          | —          | —               | 44.        | —           |
| 2012   | 21         | 81.             | —          | —          | —               | 27.        | —           |
| 2013   | 22         | 59.             | —          | —          | 36.             | 25.        | —           |
| 2014   | 23         | 44.             | —          | 47.        | 17.             | 28.        | —           |
| 2015   | 24         | 41.             | —          | —          | 28.             | 22.        | —           |
| 2016   | 25         | 33.             | —          | —          | 12.             | 25.        | 29.         |
| 2017   | 26         | 2               | 35.        | 34.        | 2.              | 1.         | 1.          |
| 2019   | 28         | 10.             | —          | 46.        | 11.             | 4.         | —           |
| 2020   | 29         | 32.             | —          | —          | 28.             | 15.        | —           |
| 2021   | 30         | 42.             | —          | —          | 40.             | 14.        | —           |

### Zmage v svetovnem pokalu
|                 |      |             |        |    |
| Superveleslalom | Smuk | Kombinacija | Skupaj |    |
| Zmage           | 3    | 5           | 1      | 9  |
| Stopničke       | 5    | 9           | 3      | 17 |

| Zmage v svetovnem pokalu |                   |                   |                 |
| Sezona                   | Datum             | Prizorišče        | Disciplina      |
| 2017                     | 2. december 2016  | Lake Louise       | smuk            |
| 2017                     | 3. december 2016  | Lake Louise       | smuk            |
| 2017                     | 16. december 2016 | Val d'Isere       | kombinacija     |
| 2017                     | 17. december 2016 | Val d'Isere       | smuk            |
| 2017                     | 29. januar 2017   | Cortina d'Ampezzo | superveleslalom |
| 2017                     | 25. februar 2017  | Crans Montana     | superveleslalom |
| 2017                     | 15. marec 2017    | Aspen             | smuk            |
| 2019                     | 18. december 2018 | Val Gardena       | smuk            |
| 2019                     | 19. december 2018 | Val Gardena       | superveleslalom |

## Svetovno prvenstvo v alpskem smučanju
| Leto                                | Superveleslalom | Smuk  | Veleslalom | Slalom | Kombinacija |
| ----------------------------------- | --------------- | ----- | ---------- | ------ | ----------- |
| SP 2013 · Avstrija - Schladming     | 6               | 19    | 32         | —      | odstop      |
| SP 2015 · ZDA - Vail - Beaver Creek | 17              | 20    | 25         | —      | 7           |
| SP 2017 Švica - Saint-Moritz        | 11              | Zlato | odstop     | —      | odstop      |
| SP 2019 Švedska - Åre               | 8               | Zlato | —          | —      | 10          |